# Tarsycjusz
Tarsycjusz, Tarzycjusz – imię męskie pochodzenia łacińskiego. Wywodzi się od greckiego słowa Tarsisi, nazwy starożytnego greckiego miasta Tarsos. Nazwa ta była zhellenizowaną formą Tarsu. Możliwe jest także etruskie pochodzenie tego imienia. 
Patronem tego imienia jest św. Tarsycjusz, żyjący w czasach cesarza Dioklecjana. Spotykany jest również inny wariant tego imienia – Tarzycjusz. Pochodna forma żeńska – Tarsycja.
W Polsce imię rzadkie. W kwietniu 1994 roku zarejestrowano 8 mężczyzn o imieniu Tarsycjusz i 4 o imieniu Tarzycjusz. W styczniu 2025 r. w rejestrze PESEL, wśród publicznie dostępnych danych dotyczących osób żyjących, wykazano 8 mężczyzn o imieniu Tarsycjusz nadanym jako imię pierwsze oraz 3 mężczyzn o imieniu Tarzycjusz nadanym jako pierwsze.  
Tarsycjusz imieniny obchodzi 15 sierpnia.

## Mężczyźni o imieniu Tarsycjusz
- Święty Tarsycjusz – męczennik rzymski z III wieku,
- Tarcisio Bertone – kardynał katolicki.